# 狗狗衝衝衝
《狗狗衝衝衝!》（英語：Go, Dog. Go!）是由 P. D. Eastman創作並插畫的1961年兒童書籍。書中描繪了一群活力充沛的狗，駕駛汽車和其他交通工具進行工作、遊玩，最終參加了一場神秘的聚會。
該書透過簡單的語言和幽默介紹了顏色和相對位置等概念。（例如：「藍色的狗在裡面，紅色的狗在外面。」）它幫助兒童學習基本的動作與概念，如玩耍、工作、向上和向下。書中也教導兒童顏色，並傳達情感。
書中的狗使用車輛完成工作並到達各個地點。P. D. Eastman 的插畫細節鼓勵讀者留意小細節背後的更深層意義。
在首次登場時，一隻粉紅色的狗詢問一隻黃色的狗是否喜歡她那頂帶有小花的帽子。黃色的狗不喜歡，因此牠們分開了。幾頁之後，牠們再次相遇，這次牠們正在騎滑板車。粉紅色的狗戴著一頂有羽毛的帽子，但黃色的狗依舊不喜歡。不過，當牠們再次分開時，黃色的狗卻帶走了那根羽毛。當牠們再度見面時，牠們在滑雪，黃色的狗依然不喜歡粉紅色的狗戴著的長滑雪帽。最後一次見面時，粉紅色的狗戴著一頂更加華麗的帽子，終於獲得了黃色狗的認可。儘管文字簡單，這段情節展現了角色之間的互動和關係的發展。全書的結局保持神秘，最終所有的狗都參加了一場熱鬧的聚會。

## 改編作品
- 2003 年，Steven Dietz（英语：Steven Dietz） 和 Allison Gregory 為Seattle Children's Theatre（英语：西雅圖兒童劇院改編了）《Go, Dog. Go!》的音樂劇版本。[2] 該劇在美國多地上演，常作為兒童戲劇的入門作品。[3]
- 2021 年 1 月 26 日，由夢工廠動畫和WildBrain Studios（英语：WildBrain Studios） 製作的 CGI 動畫電視劇在 Netflix首播。[4]